# 대전터널 (신상로)

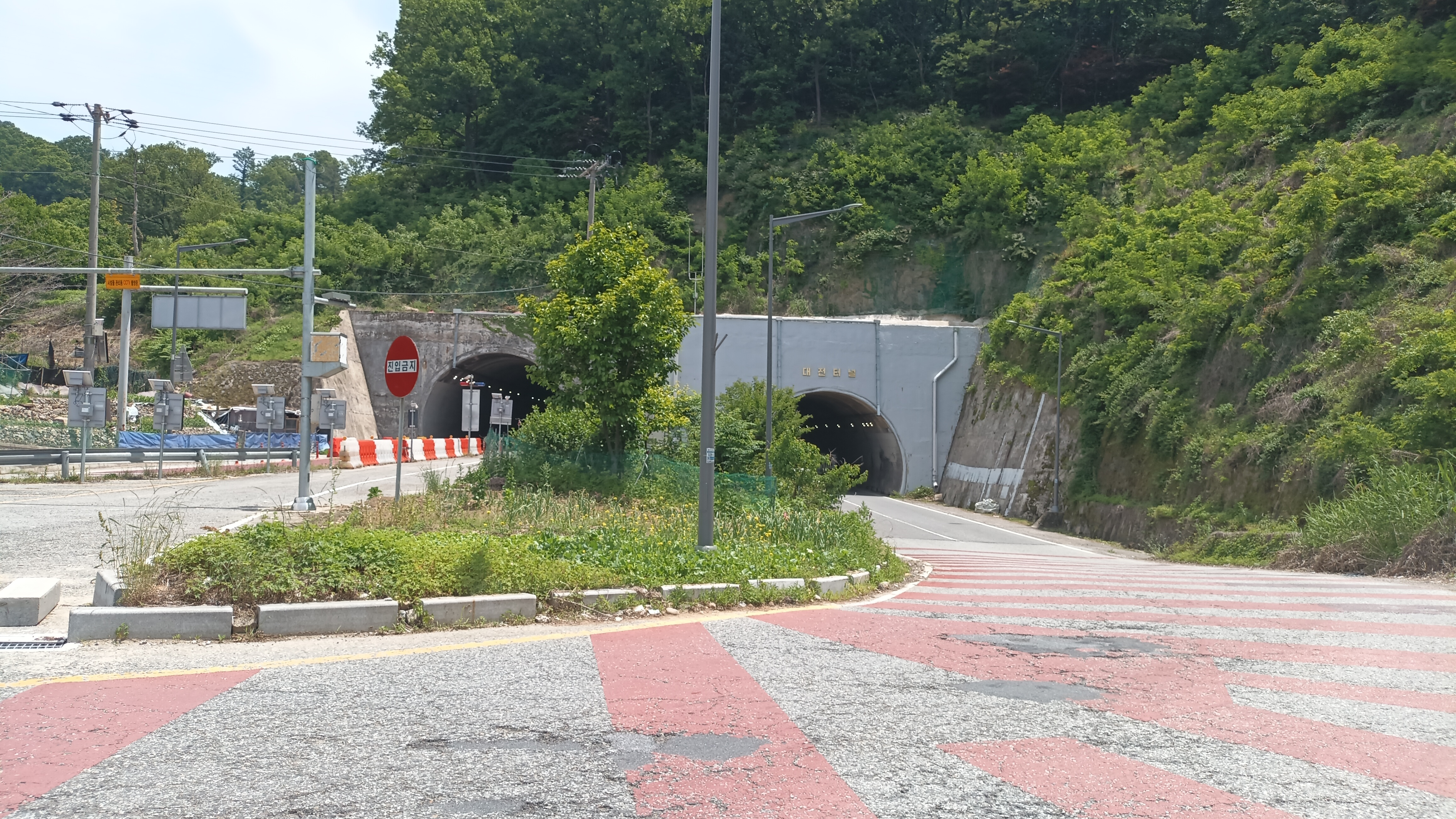
대전광역시 동구의 구 경부고속도로와 대전터널

대전터널(大田터널)은 대한민국의 대전광역시 동구 비룡동과 대덕구 비래동에 위치한 터널이다. 과거 대전육교와 함께 경부고속도로의 일부였으나, 경부고속도로가 이설되면서 대전육교는 방치되고, 기존 대전터널은 신상로의 일부 구간이 되었다. 주변에는 가양비래공원, 고봉산 등이 있다.

## 같이 보기
- 대전터널 - 고속국도 제1호선 (경부고속도로)
- 가양비래터널